# It's Only a Movie
It's Only a Movie es el séptimo y último álbum de estudio de la banda británica Family. Fue publicado el 21 de enero de 1974 a través de United Artists Records.

## Recepción de la crítica
Un escritor no especificado de Billboard describió It's Only a Movie como “crudo y desigual pero con un control preciso”. Un escritor no especificado de la revista Cash Box describió It's Only a Movie como “una colección brillante que demuestra que la distancia más corta entre dos mentes es la comunicación”, y calificó la canción que da nombre al álbum como “una melodía encantadora, bien equilibrada, nada sofisticada, pero sí efectiva, una marca registrada de la banda que durante años ha sido una de las más populares en el circuito de conciertos”.

## Lista de canciones
Todas las canciones escritas y compuestas por John “Charlie” Whitney y Roger Chapman, excepto donde esta anotado. 
| Lado uno |                      |          |  |
| N.º      | Título               | Duración |  |
| 1.       | «It's Only a Movie»  | 5:08     |  |
| 2.       | «Leroy»              | 5:43     |  |
| 3.       | «Buffet Tea for Two» | 5:23     |  |
| 4.       | «Boom Bang»          | 3:30     |  |

| Lado dos |                                            |          |  |
| N.º      | Título                                     | Duración |  |
| 1.       | «Boots 'n' Roots»                          | 5:00     |  |
| 2.       | «Banger»                                   | 3:07     |  |
| 3.       | «Sweet Desiree»                            | 3:47     |  |
| 4.       | «Suspicion»                                | 3:20     |  |
| 5.       | «Check Out» (Whitney, Chapman, Jim Cregan) | 4:45     |  |

- Los lados uno y dos fueron combinados como pista 1–9 en la reedición de CD.

| Bonus tracks (2003 Mystic Records reissue) |                                      |          |  |
| N.º                                        | Título                               | Duración |  |
| 10.                                        | «Hometown»                           | 3:10     |  |
| 11.                                        | «Holding the Compass» (live)         | 2:22     |  |
| 12.                                        | «The Weaver's Answer» (live)         | 4:49     |  |
| 13.                                        | «Dim» (live)                         | 1:20     |  |
| 14.                                        | «Procession / No Mule's Fool» (live) | 4:46     |  |

## Créditos y personal
Créditos adaptados desde las notas de álbum de It's Only a Movie.
Family
- Jim Cregan – bajo eléctrico
- John “Charlie” Whitney – guitarra, banjo
- Tony Ashton – teclados, voces
- Rob Townsend – batería, percusión
- Roger Chapman – voces

Músicos adicionales
- Peter Hope-Evans – armónica (2)
- Del Newman – arreglos de cuerda y trompa

Personal técnico
- Family – productor
- George Chkiantz  – ingeniero de audio
- John Middleton – ingeniero de audio
- Rod Thear – ingeniero de audio
- John Kosh – diseño de portada

## Posicionamiento
| Gráfica (1973)                | Pico de posición |
| ----------------------------- | ---------------- |
| Reino Unido (UK Albums Chart) | 30               |